# Никольское (озеро, Якутия)
Нико́льское — пресноводное озеро на северо-востоке Якутии, в Среднеколымском улусе. Расположено на просторах Колымо-Алазейской низменности, в районе слияния рек Алазея и Буор-Юрях, в 24 км к северо-востоку от озера Балыма и в 33,5 км к юго-востоку от озера Павылон. Имеет лопастную форму с длинным и узким заливом на юго-востоке и широкими заливами на северо-западе и юго-западе.  
Находится на высоте 22 м над уровнем моря. Площадь озера составляет 22,6 км², площадь водосбора — 82,5 км². Максимальное расстояние между берегами с северо-запада на юго-восток — 7,2 км, юго-запада на северо-восток — 6,7 км. Значимых притоков не имеет, широкой протокой соединено с озером Сыаганнах 2-е на юго-востоке. На востоке вытекает река Хара-Сян.
Берега низкие, преимущественно покрытые тундровым редколесьем, местами заболоченные или покрыты лугами с кустарником.
Ближайший населенный пункт, село Сватай, расположен примерно в 19 км к запад-юго-западу.